# Ночелла, Карло
Карло Ночелла (итал. Carlo Nocella; 25 ноября 1826, Рим, Папская область — 22 июля 1908, Рим, королевство Италия) — итальянский куриальный кардинал и папский сановник. Секретарь Священной Консисторской Конгрегации и секретарь Священной Коллегии кардиналов с 21 марта 1892 по 22 июня 1903. Титулярный латинский патриарх Антиохийский с 22 июня 1899 по 18 апреля 1901. Титулярный латинский патриарх Константинопольский с 18 апреля 1901 по 22 июля 1908. Кардинал-священник с 22 июня 1903, с титулом церкви Сан-Каллисто с 25 июня 1903.